# زاهي الخوري
زاهي الخوري (بالإنجليزية: Zahi El-Khoury)‏ هو لاعب لبناني في رياضة المبارزة وسلاح الشيش، وعضو نادي المون لاسال، من مواليد 8 يناير 1969.

### مسيرته
حقق العديد من الإنجازات في مسيرته الرياضية. فاز بلقب بطل لبنان في فئة الفردي للمبارزة في عام 1997 في بطولة نظمها الاتحاد اللبناني للمبارزة. وفاز ببطولة لبنان في سلاح الشيش وسيف المبارزة. شارك زاهي الخوري في دورة البحر الأبيض المتوسط التي أقيمت في إيطاليا. كما شارك في الدورة العربية التي استضافها لبنان، حقق زاهي الخوري إنجازًا آخر حيث حصل على الميدالية البرونزية.
وأحرز لقبي بطل لبنان في فئة الفردي لعام 1998.
مثّل لبنان في الألعاب الأولمبية الصيفية 1988 والألعاب الأولمبية الصيفية 1992، في منافسات السيف والشيش.